# Ciudadela de Saladino
Qal'at Salah El-Din o la ciudadela o castillo de Saladino, también conocido con el nombre de Saone, es una fortaleza de Siria. Está inscrita conjuntamente con el Crac de los Caballeros desde el año 2006 en el Patrimonio de la Humanidad de la Unesco. El 20 de junio de 2013, la Unesco incluyó a todos los sitios sirios en la lista del Patrimonio de la Humanidad en peligro para alertar sobre los riesgos a los que están expuestos debido a la Guerra Civil Siria.

## Arquitectura
La Ciudadela de Saladino es un conjunto de monumentos integrados en el interior de una fortaleza medieval construida sobre un elevado promontorio en el borde de las colinas de Moqattam. Los muros que aún permanecen en pie de la fortaleza original, se ven mejor desde la avenida Salah Salem en el lado este. En el lado occidental, los restos más antiguos se encuentran en la puerta Bab el-Azab, que data de 1754.

## Historia
Fue iniciada en 1176 por Salah ad-Din, con la intención de encerrar y fortificar la ciudad contra los cruzados.  Salah ad-Din y sus sucesores usaron la mitad sur de la fortaleza como residencia real, mientras que la mitad norte se convirtió en una guarnición militar.
Fue el lugar de residencia de la mayoría de los gobernantes de Egipto durante los siguientes siete siglos, cada uno de los cuales construyó mezquitas y palacios dentro de sus murallas.